# Brazo del Este del Guadalquivir
El Brazo del Este del Guadalquivir es un paraje natural declarado en 1989 con una extensión de 1336 ha.

## Localización geográfica

### Norte
Se inicia en el punto de intersección del nuevo cauce del río Guadaíra con el Brazo del Este. Continúa por este último río, aguas abajo, incluyendo una franja de 40 m a ambos lados del cauce, hasta su unión con el límite entre los municipios de Dos Hermanas y Coria del Río, donde se bifurca.

### Este
Desde aquí toma el ramal oriental que coincide con el límite municipal entre Dos Hermanas y La Puebla del Río hasta la conexión con el muro sur del Caño de la Vera. A partir de aquí, continúa por dicho muro en dirección sur hasta encontrar de nuevo el antiguo cauce del Brazo del Este, a la altura del cortijo de la Margazuela, tomando entonces la margen izquierda de dicho cauce hasta retomar el muro del encauzamiento. Continúa posteriormente por el límite entre los términos municipales de la Puebla del Río, Las Cabezas de San Juan y Utrera, hasta el muro Norte del arroyo Salado de Morón, desde donde parte en dirección oeste hasta la linde oriental de la finca El Reboso y Cerrado Antiguo.

### Oeste
Continúa en dirección norte por la linde oriental de las fincas "Dehesa Sur-Isla Menor", "Zapatillo y Torrijas" y "Mejoradas y Tijeras" hasta el cortijo del Salgar. Desde aquí en dirección norte por el ramal de poniente de la bifurcación del Brazo del Este hasta enlazar con el límite entre los municipios de Dos Hermanas y Coria, siguiendo a continuación por el cauce descrito en el límite norte.

## Datos característicos
El Paraje Natural del Brazo del Este del Río Guadalquivir es uno de los antiguos brazos del río Guadalquivir, que se bifurcaba al formar la marisma. Esta zona húmeda está configurada por sedimentos cuaternarios a los que se superponen depósitos aluviales de gravas, arenas, limos y arcillas, con un cinturón de vegetación natural.
Lógicamente, este espacio se caracteriza por zonas amplias, llanas y a escasa altitud, donde crece vegetación mediterránea y palustre. Las especies dominantes de vegetación son el carrizo, la espadaña, la castañuela y el junco.
Además de numerosas anátidas, las especies más interesantes garzas reales e imperiales, avetorillos, calamones, gansos, cigüeñas blancas, etc. que tienen en el Brazo del Este un lugar idóneo y alejado de la civilización para su reproducción, así como suficiente alimento en los cercanos arrozales de Los Palacios, Puebla del Río o Isla Mayor. 
Destacan las colonias de ardeidos, garcilla cangrejera y garza imperial principalmente, que se establecen entre el carrizo y las eneas de paisaje natural.
Es importante conocer que hace apenas una década existía en este ecosistema importantes colonias de cigüeñas negras, que actualmente han desaparecido casi por completo, haciendo honor a la situación actual de esta especie.